# Giverville
Giverville – miejscowość i gmina we Francji, w regionie Normandia, w departamencie Eure.
Według danych na rok 1990 gminę zamieszkiwały 262 osoby, a gęstość zaludnienia wynosiła 43 osoby/km² (wśród 1421 gmin Górnej Normandii Giverville plasuje się na 645. miejscu pod względem liczby ludności, natomiast pod względem powierzchni na miejscu 605).